# Grok
Grok — це чат-бот зі штучним інтелектом, розроблений компанією xAI Ілона Маска. Створений за ініціативою самого Маска у відповідь на популярність чат-бота ChatGPT від компанії OpenAI. Рекламується як чат-бот «з почуттям гумору» та з прямим доступом до Twitter (X). З 15 серпня 2025 року стане безкоштовним як і Gemini[джерело?]. 

## Назва
Згідно з Оксфордським словником англійської мови, grok — це дієслово, яке означає «розуміти інтуїтивно чи через емпатію» або «встановити стосунки з».
Слово «ґрок» придумав письменник Роберт Гайнлайн в 1961 році для свого науково-фантастичного роману «Чужинець на чужій землі». Сьогодні цей термін частіше використовується в технічних колах як слово для вказівки на глибоке розуміння.

## Історія
12 липня 2023 року Ілон Маск оголосив про запуск компанії xAI — стартапу в галузі штучного інтелекту, який має намір кинути виклик OpenAI та створити альтернативу ChatGPT.
У листопаді 2023 року компанія xAI розпочала попередні демонстрації прототипу чат-бота на основі великих мовних моделей (англ. Large Language Models, LLM), причому до участі у програмі раннього доступу допускались лише перевірені користувачі. Було оголошено, що після закінчення ранньої бета-версії бот буде доступний лише для передплатників X Premium+.
Під час попередніх демонстрацій xAI описала чат-бота як «дуже ранню бета-версію продукту — найкраще, що ми могли зробити за два місяці навчання», який може «швидко вдосконалюватися з кожним тижнем».

## Особливості
Як стверджують в xAI, чат-бот був розроблений, щоб «дотепно відповідати на запитання» і має «бунтарську жилку», а також готовий «відповідати на гострі запитання, які відхиляють більшість інших систем ШІ». Також було заявлено, що бот «змодельований на основі „Путівника Галактикою“, тому покликаний відповідати майже на будь-що».
Ілон Маск поділився скріншотом Грока з детальними інструкціями щодо виробництва кокаїну. Пізніше Маск уточнив, що Grok не надає те, чого не може забезпечити розумний пошук в Інтернеті.
Чат-бот Grok, за словами Маска, матиме доступ до інформації в реальному часі, що є перевагою перед іншими моделями.
Станом на початок липня 2025 року чат-бот Grok несподівано став виразно проукраїнським.

## Реакція
Генеральний директор OpenAI Сем Альтман висміяв Grok, опублікувавши зображення, на якому веде діалог з ChatGPT Builder (інтерфейс для створення власної версії чат-бота на базі ChatGPT), де просить «створити чатбота, який відповідатиме на запитання з кринжовим гумором бумерів в незграбній несмішній манері», а той відповідає: «Чудово, чатбот готовий! Його ім'я — Grok. Вам подобається ім'я, чи хочете його змінити?».